# Битва під Калатафімі
Битва під Калатафімі — перша битва під час експедиції Тисячі під керівництвом Джузеппе Гарібальді, яка відбулась 15 травня 1860 року біля міста Калатафімі-Седжеста на Сицилії.

## Передумови
6 травня 1860 року загін червоносорочечників («Тисяча») під керівництвом Джузеппе Гарібальді вирушив з Генуї на Сицилію для допомоги сицилійським партизанам. 11 травня загін чисельністю 1170 чоловік з 4 гарматами висадився поблизу Марсали. 14 травня Гарібальді оголосив, що король Віктор Емануїл II призначив його диктатором Сицилії.

## Битва
Гарібальдійцям протистояли війська під командуванням генерала Франческо Ланді чисельністю більше 3000 чоловік, які займали вигідні позиції на пагорбах, які оточували місто Калатафімі. Але 15 травня гарібальдійці при підтримці сицилійських партизанів «піччотті» ( Picciotti) раптовою нічною атакою відкинули ворожі війська та змусили їх відступити від міста.

## Наслідки
Перемога мала велике політичне та моральне значення. До лав гарібальдійців вступило багато місцевих мешканців.
27 травня гарібальдійці підійшли до Палермо, яке капітулювало 30 травня.